# Michael Clarke (Schlagzeuger)

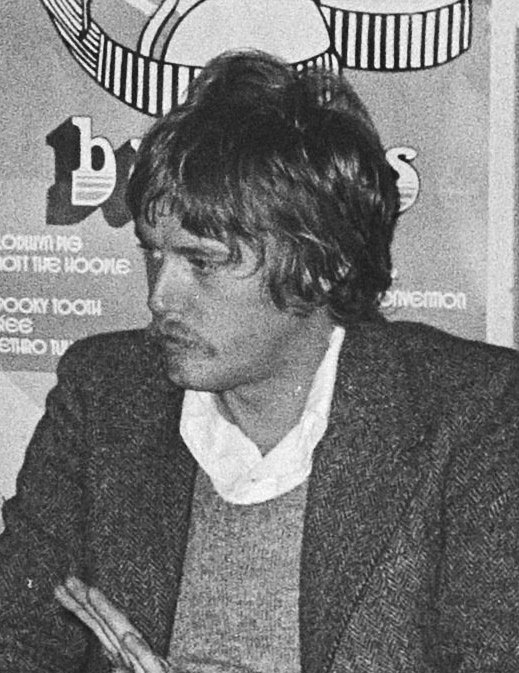
Michael Clarke (Amsterdam, 1970)

Michael Clarke (* 3. Juni 1946 in Spokane, Washington als Michael James Dick; † 19. Dezember 1993 in Treasure Island, Florida) war ein US-amerikanischer Schlagzeuger. 1964 war er Gründungsmitglied der amerikanischen Folkrock-Band The Byrds, bei der er bis 1967 spielte. Er starb im Dezember 1993 mit 47 Jahren an Leberversagen nach mehr als 30 Jahren schweren Alkoholkonsums.

## Leben und Wirken

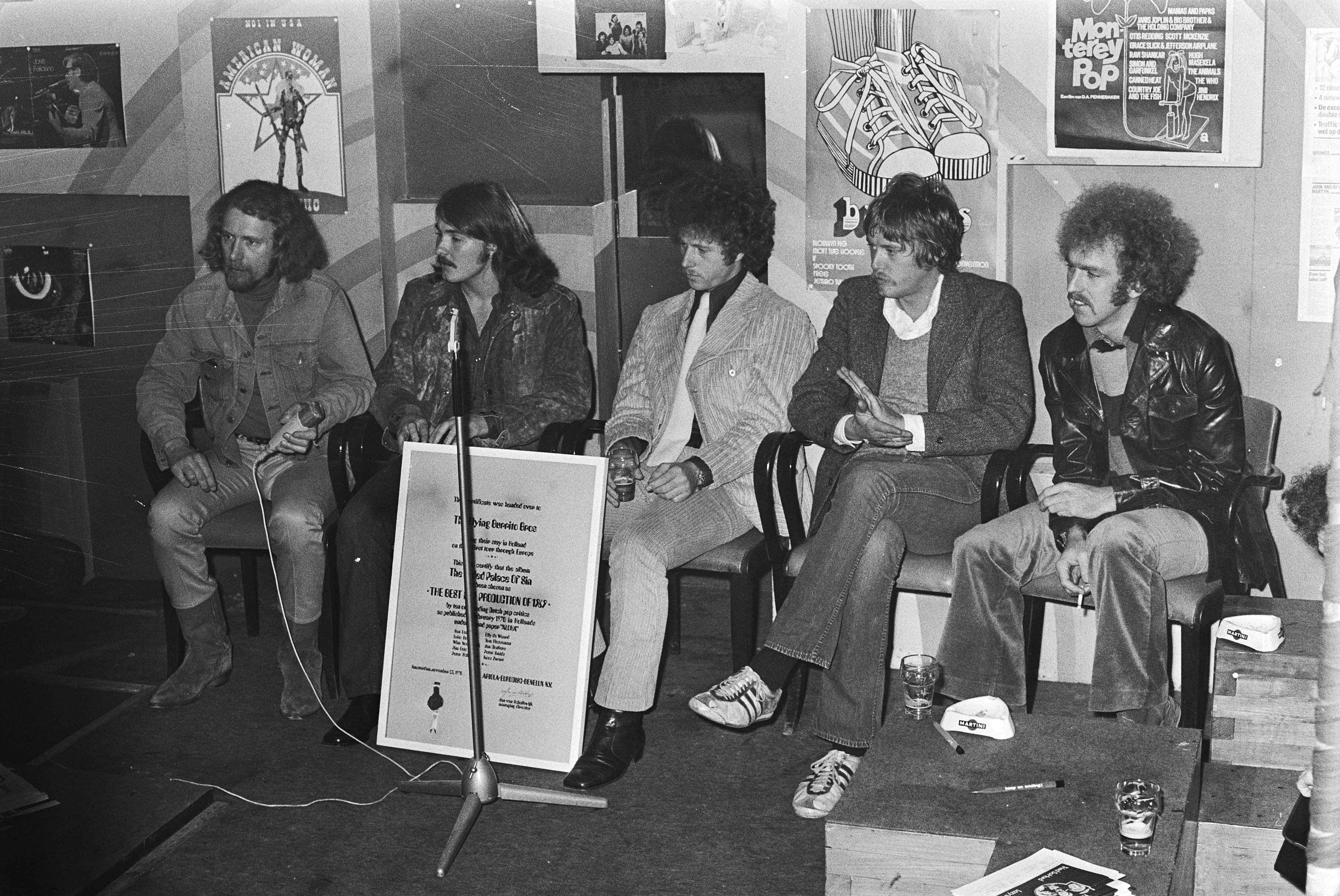
Flying Burritos (Amsterdam, 1970). Links nach rechts: Sneaky Pete Kleinow, Rick Roberts, Chris Hillman, Michael Clarke & Bernie Leadon

Mit 17 Jahren lief Clarke von zu Hause weg und kam per Anhalter nach Kalifornien, wo er von Roger McGuinn, Gene Clark und David Crosby als Drummer der neu gegründeten Band The Byrds engagiert wurde. Zur gleichen Zeit wurde auch Chris Hillman als Bassist in die Formation aufgenommen, die beabsichtigte, Folkmusic mit Elementen des Rock ’n’ Roll, insbesondere in der Ausprägung der Beatles, zu vereinen. Verschiedene Byrds-Mitglieder betonten, dass Clarke besonders wegen seiner Ähnlichkeit mit Brian Jones von den Rolling Stones und der dadurch erhofften visuellen Aufwertung der Band aufgenommen wurde und weniger wegen seines Könnens am Schlagzeug. Tatsächlich bezeugen erste Probeaufnahmen, dass sein früher Stil eher perkussiv ausfiel, eventuell geprägt von seiner Arbeit an den Bongos.
Die Tatsache, dass bei der ersten Single der Byrds (Mr. Tambourine Man / I Knew I’d Want You), außer McGuinn Studiomusiker engagiert worden waren, entspricht jedoch lediglich dem vorsichtigen Vorgehen von Columbia Records. Tatsächlich waren alle Musiker zu dieser Zeit bereits in der Lage, ein ausgedehntes Programm live darzubieten, das u. a. von Bob Dylan und den Beatles sehr geschätzt wurde. Michael Clarkes Arbeit mit den Byrds fand einen Höhepunkt bei Aufnahmen wie Eight Miles High und I See You (Album Fifth Dimension, 1965), bei der die Band ihre musikalischen Stilmittel weiter in Richtung Jazz (John Coltrane) und asiatischer Musik entwickelte.
1968 verließ Clarke die Byrds bei den Aufnahmen zu ihrem Album The Notorious Byrd Brothers. Ausschlaggebend für seinen Schritt waren Spannungen innerhalb der Gruppe, aber auch die Erkenntnis, dass seine musikalischen Fähigkeiten den neuen stilistischen Intentionen nicht mehr genügten. Auf der 1997 erschienenen Wiederveröffentlichung des Albums auf CD ist dokumentiert, wie David Crosby vergeblich versucht, Clarke zum Spielen eines Bossa-Nova-Rhythmus beim Song Dolphin’s Smile zu bewegen.
Anschließend zog Clarke sich nach Hawaii zurück und arbeitete dort an seiner zweiten Berufung, als Maler.
1969 schloss er sich zunächst Gene Clark und dessen neuer Gruppe Dillard and Clark und danach den ebenfalls aus den Byrds ausgetretenen Chris Hillman und Gram Parsons in der Formation Flying Burrito Brothers an. Nach einer Re-Union der Original-Byrds im Jahr 1973 gründete er zusammen mit Rick Roberts (Ex-Flying Burritos) die Band Firefall, mit der er seinen größten kommerziellen Erfolg verzeichnen konnte.
Nach einigen Alben und Konzerten mit Jerry Jeff Walker schloss er sich 1984 seinem ehemaligen Byrds-Kollegen Gene Clark an, um einige Shows unter der Bezeichnung A 20th Anniversary Celebration of the Byrds darzubieten. Nachdem jedoch einige Veranstalter die Shows lediglich als The Byrds ankündigten, regte sich Protest bei McGuinn, Crosby und Hillman, der zuerst zu einem Ausstieg von Gene Clark und dann zu einem langjährigen Rechtsstreit führte, den Michael Clarke gegen seine ehemaligen Kollegen gewann. McGuinn, Crosby und Hillman nahmen daraufhin 1990 demonstrativ noch einmal vier neue Songs unter der Bezeichnung Byrds auf.
Trotz alledem fanden sich alle Originalmitglieder 1991 zur Verleihung ihres Preises in der Rock and Roll Hall of Fame ein und schlossen Frieden. Michael Clarke tourte weiterhin mit der Bezeichnung Byrds Celebration, bis er am 19. Dezember 1993, nach mehreren Aufenthalten im Krankenhaus, in seinem Haus in Florida starb.
1994, ein Jahr nach seinem Tod, veröffentlichten Dick Gautier und Jim McMullan in ihrem Buch Musicians as Artists Gemälde von Clarke.
In seinen letzten Tagen hatte Michael Clarke den Wunsch geäußert, im Fernsehen besonders Kinder vor den Gefahren des Alkoholkonsum zu warnen. Seine Freundin, Susan Paul, gründete nach seinem Tod eine Stiftung Campaign for Alcohol-free Kids unter seinem Namen.